# Кварцевое стекло
Ква́рцевое стекло́, пла́вленый кварц — однокомпонентное стекло из чистого диоксида кремния (SiO2), получаемое плавлением природных разновидностей кремнезёма высокой чистоты — горного хрусталя, жильного кварца и кварцевого песка, а также синтетического диоксида кремния.

## Виды
Различают два вида промышленного кварцевого стекла: прозрачное (оптическое и техническое) и непрозрачное. Непрозрачность кварцевому стеклу придаёт большое количество распределённых в нём мелких газовых пузырьков (диаметром от 0,03 до 0,3 мкм), рассеивающих свет. Оптическое прозрачное кварцевое стекло, получаемое плавлением горного хрусталя, совершенно однородно, не содержит видимых газовых пузырьков.
Непрозрачное кварцевое стекло часто служит сырьём для производства теплостойкого огнеупорного материала — кварцевой керамики
Также характерной особенностью оптического кварцевого стекла является его способность пропускать УФ-лучи практически без снижения интенсивности их потока, что позволяет использовать его в УФ-излучателях.

## Свойства
- Обладает наименьшим среди стёкол на основе SiO2 показателем преломления (ne = 1,46008);
- По сравнению с многокомпонентными силикатными стёклами имеет наиболее широкую спектральную область прозрачности, особенно в ультрафиолетовой части спектра.
- Для кварцевого стекла характерна высокая термическая стойкость, коэффициент линейного термического расширения менее 1⋅10−6 К−1 (в диапазоне температур от 20 до 1400 °C).
- Кварцевое стекло — хороший диэлектрик, удельная электрическая проводимость при 20 °C — 10−14 — 10−16 Ом−1·м−1, тангенс угла диэлектрических потерь при температуре 20 °C и частоте 1016 Гц — 0,0025—0,0006.

## Применение
Кварцевое стекло используют для создания оптических волокон. Его применяют для изготовления лабораторной посуды, тиглей, оптических приборов, изоляторов (особенно для высоких температур), изделий, стойких к температурным колебаниям. Незначительное количество отрезков кварцевого стекла используется для изготовления линз Френеля. Также применяется в производстве термостойких огнеупорных материалов и космических иллюминаторов.

## Оптические свойства
Дисперсия кварцевого стекла приближённо может быть описана формулой Селлмейера
{\displaystyle \varepsilon =1+{\frac {a_{1}\lambda ^{2}}{\lambda ^{2}-l_{1}^{2}}}+{\frac {a_{2}\lambda ^{2}}{\lambda ^{2}-l_{2}^{2}}}+{\frac {a_{3}\lambda ^{2}}{\lambda ^{2}-l_{3}^{2}}},}
где
{\displaystyle a_{1}=0{,}69616630,\quad l_{1}=0{,}068404300,}
{\displaystyle a_{2}=0{,}40794260,\quad l_{2}=0{,}11624140,}
{\displaystyle a_{3}=0{,}89747940,\quad l_{3}=9{,}8961610,}
и длина волны {\displaystyle \lambda } задаётся в микрометрах.